# Hydraena sappho
Hydraena sappho ist eine aquatische (wasserlebende) Käferart aus der Familie der Hydraenidae. Die Art wurde nach einem einzigen Exemplar, dem Holotyp, beschrieben, der 1965 auf der griechischen Insel Lefkada gefunden worden war. Die Art gilt heute als ausgestorben.

## Beschreibung
Das einzige bekannte Exemplar, ein Männchen, erreicht 2,3 Millimeter Länge. Es ist dunkel braun bis schwarz gefärbt, die Palpen und Beine rötlich aufgehellt. Am Kopf weist das Labrum eine v-förmige Einkerbung am Vorderrand auf, der Clypeus ist glänzend, die Frons mittig dicht punktiert, zu den Seiten hin verrunzelt. Am Rumpfabschnitt ist das Pronotum in Aufsicht beinahe sechseckig, im Verhältnis zu den verwandten Arten relativ breit, mit rechtwinkligen Hinterecken und s-förmig geschwungenem Seitenrand. Die Oberseite (Scheibe) ist konvex und dicht punktiert. Die Elytren sind länglich, in Aufsicht konvex, mit vorn parallelen Seitenrändern am Apex eckig begrenzt, ihre Seitenrandkehle schmal und nach hinten verkürzt. Die Schienen aller Beinpaare sind nicht verbreitert, die Hinterschienen tragen zur Spitze hin an der Innenseite einen Haarsaum.

## Funde
Das einzige gefundene Tier stammt aus einem kleinen Bach mit silikatischem Untergrund auf der Insel Lefkada, zwischen der Stadt Lefkada und der Ortschaft Spanochori im Norden der Insel. Der Fundort ist heute zerstört. Gezielte Nachsuche von Koleopterologen, sowohl auf der Insel wie auf dem benachbarten Festland, ist ergebnislos geblieben. Es wird daher angenommen, dass die Art ausgestorben ist. Da die IUCN die Käfergruppe bisher nicht bearbeitet hat, erfolgte keine formelle Einstufung auf der weltweiten Roten Liste gefährdeter Arten.

## Taxonomie und Systematik
Die Art wurde durch den belgischen Koleopterologen Emile Janssens 1965 erstbeschrieben. Das Typusexemplar, ehemals im Institut Royal des Sciences Naturelles de Belgique in Brüssel, gilt als zerstört. Der Aedeagus des Typusexemplars ist bei der Präparation vermutlich stark deformiert worden, so dass die veröffentlichten Abbildungen schwer interpretierbar sind. Es gibt deshalb nur unsichere Hypothesen über die nähere Verwandtschaft. Die Art gehört in eine sehr artenreiche Gruppe, die Hydraena gracilis-Artengruppe, früher auch formal als Untergattung Haenydra aufgefasst, sie gilt heute als Teil der Untergattung Hydraena s. str. Der italienische Forscher Paolo Audisio und Kollegen nahmen die Existenz einer „Hydraena sappho-Artengruppe“ an, die außerdem westmediterrane, vor allem auf der iberischen Halbinsel verbreitete Arten umfassen würde (den „Hydraena tatii-Artenkomplex“); diese Zuordnung ist aber provisorisch und unsicher. Innerhalb der artenreichen Gruppe schwer bestimmbarer Arten werden immer noch regelmäßig neue Arten beschrieben.